# 인체 자연 발화
인체 자연 발화(人體自然發火)는 살아있는 인간의 신체가 뚜렷한 외부 발화 원인이 없이 연소하는 현상을 말한다. 인체 자연 발화의 원인에 대해서는 많은 추측과 논란이 있다. 일부에서는 이 현상을 매우 이상하고 현재로서는 설명할 수 없는 현상으로 간주하는 반면, 다른 일부는 이 현상의 사례들을 오늘날 일반적으로 인정받는 과학 이론을 통해서 설명하고 이해할 수 있다고 주장한다. 전 세계에서 300여 년 동안 200건의 인용된 사례가 있었지만, 이러한 사례의 대부분은 완전한 조사가 이루어지지 않았거나 소문에만 의지한 증언을 토대로 만들어진 것이다. 사진으로 증거를 남길 수 있게 된 오늘날에는 많은 사례들의 경우 외부적인 발화 원인(대표적으로 담배)이 있었고, 자연발생적으로 일어난 것이 아니라는 주장이 제기되기도 한다.

## 같이 보기
- 선풍기 사망설